# Deutsch-ungarische Beziehungen
Deutschland und Ungarn sind Vollmitglieder der NATO und der Europäischen Union.
Deutschland betreibt eine Botschaft in Budapest. Ungarn unterhält eine Botschaft in Berlin, zwei Generalkonsulate (in Düsseldorf und München) und hat neun Honorarkonsuln (in Bremerhaven, Erfurt, Hamburg, Nürnberg, Schwerin, Dresden, Essen, Frankfurt am Main und Stuttgart).
Der größte bilaterale Unternehmensverband ist die Deutsch-Ungarische Industrie- und Handelskammer.

## Geschichte
Arnulf I. von Bayern unterhielt bis zu seinem Tod im Jahr 899 ein Bündnis mit den Ungarn. Während ihrer Feldzüge nach der Eroberung des Karpatenbeckens hielten die Ungarn weder an der March noch an der Westgrenze Pannoniens an, sondern drangen tief in das Gebiet Bayerns bis zur Enns vor. Während der Schlacht bei Pressburg am 4. Juli 907 wurde ein bayrisches Heer von den Ungarn besiegt. Die Schlacht bei Lechfeld (10. August 955) war ein entscheidender Sieg Otto des Großen. Die Niederlage beendete effektiv die Magyar-Angriffe auf den Westen.
Aus Angst vor einem Vernichtungskrieg versicherte Géza von Ungarn (972–997) Otto II., dass die Ungarn ihre Überfälle eingestellt hätten, und bat ihn, Missionare zu entsenden. Otto kam dieser Bitte nach, 975 wurden Géza und einige seiner Verwandten römisch-katholisch getauft. Géza nutzte die deutschen Ritter und seine Position als Chef des größten Clans der Ungarn, um eine starke zentrale Autorität über die anderen ungarischen Clans wiederherzustellen. Die Bindung Ungarns an den Westen wurde 996 gestärkt, als Gézas Sohn, Stephan I. von Ungarn, Prinzessin Gisela von Bayern, Schwester Kaiser Heinrichs II. heiratete.
Am Vorabend des Ersten Weltkriegs entdeckte eine Münchner Archäologin Prinzessin Giselles Grab in der Kirche des Klosters Niedernburg. Es wurde zeitweise zum Wallfahrtsort für ungarische Pilger.
Transsilvanien wurde zusammen mit Sachsen im elften und zwölften Jahrhundert erobert und kolonisiert. Zwischen 1241 und 1242 zerstörten die Mongolen die ungarischen Städte und Dörfer und ermordeten die Hälfte der Bevölkerung. Béla IV. von Ungarn beschloss eine Neubesiedlung des Landes durch Einwanderer. Er wandelte Königsschlösser in Städte um und besiedelte diese mit Deutschen, Italienern und Juden. Die ungarischen Könige waren bestrebt, Deutsche in den unbewohnten Gebieten des Landes anzusiedeln.
Von 1387 bis 1437 war der Heilige Römische Kaiser Sigismund König von Ungarn. Obwohl die ungarische Wirtschaft weiterhin florierte, überstiegen seine Ausgaben die Einnahmen. Als Folge höherer Steuern brachen soziale Unruhen während Sigismunds Regierungszeit aus. Ungarns erster Bauernaufstand wurde schnell niedergeschlagen, dennoch veranlasste er die ungarischen und deutschen Adeligen Transsilvaniens zur Gründung des Dreivölkerverbandes, um ihre Privilegien gegen jede Macht, außer der des Königs, zu verteidigen.
Im 18. Jahrhundert, unter Karl IV. und Maria Theresia, erlebte Ungarn einen wirtschaftlichen Rückgang. Jahrhunderte der osmanischen Besetzung, Rebellion und des Krieges hatten die ungarische Bevölkerung drastisch reduziert und große Teile der südlichen Hälfte des Landes waren fast ausgestorben. Es entstand ein Arbeitskräftemangel und die Habsburger riefen unter anderem deutsche Bauern nach Ungarn.
Während des Ersten Weltkriegs waren das Deutsche Kaiserreich und Österreich-Ungarn Mittelmächte.
Kurz nach der Machtergreifung des NS-Regimes kam noch im Januar 1933 der ungarische Ministerpräsident Gyula Gömbös als erster ausländischer Staatsgast nach Deutschland. Die regierende Partei in Ungarn, die nationalistische „Partei der Ungarischen Nationalen Unabhängigkeit“, war ähnlich antisemitisch und nationalistisch wie die deutsche NSDAP. Die auch als „Rassenschutzpartei“ („Fajvédõ Párt“) firmierende Gruppierung hatte schon Anfang der 1930er enge Beziehung zur NSDAP unterhalten. Gömbös und seine Nachfolger banden in der Folge ihr Land eng an das Deutsche Reich. 1938 erließen sie das erste antisemitische Gesetz und verschärften die Ausgrenzung der Juden in ihrem Staat. 
Im November 1940 trat Ungarn dem Dreimächtepakt zwischen Japan, Italien und Deutschland bei. Während des Zweiten Weltkriegs waren Deutschland und Ungarn Verbündete. 1944 ließ Hitler das Land von der Wehrmacht besetzen, um seinen Armeen Nahrungsmittel zu verschaffen. Gleichzeitig begannen Adolf Eichmann und seine Leute mit der Deportation der ungarischen Juden nach Auschwitz. Dabei wurden sie nicht von der Regierung, sondern von der faschistischen Pfeilkreuzerbewegung unterstützt. Nach der Abdankung der die Judenermordung nicht unterstützenden Regierungen unter Admiral Horthy kamen im Herbst 1944 die Pfeilkreuzer unter dem neuen Staatspräsidenten Ferenc Szálasi an die Macht. Sie setzte voll auf die Unterstützung Deutschlands im Kampf gegen die Sowjetunion; außerdem ermordeten sie im großen Umfang Juden oder übergaben sie den Deutschen.
Die im Jahr 1989 gemeinsam mit Österreich getroffene Entscheidung Ungarns seine Grenzen zu öffnen, um Ostdeutschen die Flucht in die Bundesrepublik Deutschland zu erleichtern, gilt als ein wichtiger Meilenstein vor dem Fall dem Mauer, der Öffnung des Eisernen Vorhangs und der Wiedervereinigung Deutschlands.

Die Volksrepublik Ungarn und die DDR nahmen am 19. Oktober 1949 diplomatische Beziehungen auf. 
Ungarn und die Bundesrepublik Deutschland unterhalten seit dem 21. Dezember 1973 diplomatische Beziehungen.

## Wirtschaftsbeziehungen
Deutschland ist der wichtigste Außenhandelspartner Ungarns, sowohl als Kunde als auch als Lieferant. Deutschland ist eines der Länder, mit denen Ungarn einen Handelsbilanzüberschuss hat.
Zwischen 1990 und 1995 belief sich die deutsche Hilfe für Ungarn auf insgesamt 5 Mrd. DM. Diese Darlehen und Beihilfen waren Ausdruck einer bevorzugten Behandlung Ungarns in der Region.
Auch in Ungarn ist Deutschland der führende ausländische Investor: Ende 2005 machten deutsche Unternehmen rund 28 % aller ausländischen Direktinvestitionen in Ungarn aus. Allein 2005 investierte oder reinvestierte Deutschland rund 1,2 Milliarden Euro in Ungarn. Es gibt mehr als 7.000 Unternehmen in Ungarn, die ganz oder teilweise mit deutschem Kapital gegründet wurden. Eine der wichtigsten Geschäftsverbindungen ist die Deutsch-Ungarische Industrie- und Handelskammer in Budapest, die die Interessen von mehr als 900 Mitgliedsunternehmen aus beiden Ländern vertritt. Die überwiegende Mehrheit (75 %) der deutschen Investoren war mit ihrer Beteiligung in Ungarn sehr zufrieden und würde heute wieder dort investieren, wie eine von der Kammer durchgeführte Wirtschaftsumfrage zeigt.
Die Wirtschaftsbeziehungen zwischen den beiden Ländern entwickeln sich weiterhin intensiv und dynamisch. Das Jahr 2017 war für den bilateralen Warenverkehr ein Rekordjahr: Deutschlands Anteil an Ungarns Importen lag bei 26,5 %, bei den Exporten bei 27,3 %. Nach Deutschland werden mehr Waren exportiert, als in die nachfolgenden fünf Handelspartner zusammen. Dies zeigt, wie wichtig Ungarns Handelsbeziehungen zu Deutschland sind. Laut statistischem Bundesamt exportierte Ungarn Waren im Wert von mehr als 26,2 Milliarden Euro nach Deutschland und importierte Waren im Wert von 25 Milliarden Euro.
Im Jahr 2018 wurde mehr als ein Viertel des ungarischen Außenhandels mit Deutschland abgewickelt: Für deutsche Unternehmen ist Ungarn sehr attraktiv.
Audi hat in Győr das größte Motorenwerk Europas (drittgrößtes der Welt) gebaut und ist damit mit Gesamtinvestitionen von über 3.300 Mio. € bis 2007 der größte Exporteur Ungarns. Die Belegschaft von Audi fertigt den Audi TT, den Audi TT Roadster und das A3 Cabriolet in Ungarn. Das Werk liefert Motoren an die Automobilhersteller Volkswagen, Skoda, Seat und auch an Lamborghini. Die Daimler AG investiert 800 Millionen Euro (1,2 Milliarden Dollar) und schafft bis zu 2.500 Arbeitsplätze in einem neuen Montagewerk im ungarischen Kecskemét mit einer Produktionskapazität von 100.000 Mercedes-Benz Kleinwagen pro Jahr.
Opel produzierte von März 1992 bis 1998 im ungarischen Szentgotthárd 80.000 Astra- und 4.000 Vectra-Fahrzeuge. Heute produziert das Werk rund eine halbe Million Motoren und Zylinderköpfe pro Jahr.
Die Wuppermann AG eröffnete im Dezember 2017 eine Produktionsanlage für Stahlfachprodukte in Gönyü an der Donau. Die Höhe der Investitionen beläuft sich auf über 110 Millionen Euro. Dabei handelt es sich um die größte Investition der Firma seit 1872.
Im August 2018 gab BMW bekannt, dass der Konzern sein erstes Werk seit 2000 in der Nähe der ungarischen Stadt Debrecen bauen wird. Von ca. 1000 Mitarbeitern sollen hier 150.000 Autos pro Jahr montiert werden. Dabei belaufen sich die Investitionen in den Standort auf über eine Milliarde Euro. Die ungarische Regierung unterstützte BMW dabei mit umgerechnet knapp 38 Millionen Euro.
Im Sommer 2018 unterzeichneten die ungarische MOL Gruppe mit Sitz in Budapest und die deutsche APK AG mit Sitz in Merseburg eine Vereinbarung, wonach MOL die Fertigstellung des APK-Werkes Merseburg in Deutschland unterstützen wird. Die Anlage wird als Pilotprojekt für das Newcycling-Projekt der APK dienen das darauf abzielt, Materialien aus komplexen LDPE- (Low-Density-Polyethylen), HDPE- (High-Density-Polyethylen) und Polypropylen- (PP) Mehrschichtverpackungen zu gewinnen.
In der ungarischen Stadt Tiszaújváros wurde am 27. September 2019 der Grundstein für einen neuen integrierten Chemiekomplex von der Firma ThyssenKrupp gelegt. Die ungarische MOL Gruppe investiert dabei insgesamt 1,2 Milliarden Euro in diese neue Polyol-Produktionsanlage. Der neue Komplex soll 2021 in Betrieb gehen und rund 2000.000 Tonnen Polyole pro Jahr produzieren.
In den letzten Jahren hat die ungarische Regierung strategische Partnerschaftsverträge mit mehreren deutschen Investoren und den dazugehörigen ungarischen Tochtergesellschaften abgeschlossen. Die Abkommen wirken sich positiv auf die Beziehungen zu den Zulieferern und auch auf die Zusammenarbeit in den Bereichen Ausbildung und Innovation aus. Derzeit gibt es zwölf dieser strategischen Vereinbarungen zwischen der Regierung und Unternehmen:
- Daimler AG (2012)
- AUDI (2013)
- Continental AG (2013)
- Siemens AG (2013)
- Bosch Csoport (2013)
- Knorr-Bremse (2014)
- ZF Hungária (2014)
- FESTO (2014)
- Deutsche Telekom AG (2014)
- IT Services Hungary Szolgáltató Kft. (2015)
- Henkel Magyarország Kft. (2016)
- Thyssenkrupp Presta Hungary Kft. (2016)

Die deutsche Industrie ist wichtig für Ungarns wirtschaftlichen Erfolg. Nach Angaben des ungarischen statistischen Zentralamtes aus dem 2010er Jahrzehnt macht der Automobilbau (inklusive der Wirtschaftskraft der Automobilzulieferer) 9,5 % – 12,5 % des ungarischen Bruttoinlandsprodukts aus. Audi, die Bosch-Gruppe und Mercedes-Benz belegen die Plätze zwei bis vier der umsatzstärksten Unternehmen in Ungarn. Auf Platz eins steht nur die ungarische Mineralölfirma MOL vor den deutschen Unternehmen. Auch andersherum sind ungarische Unternehmen wichtige Investoren in Deutschland:
Im Jahr 2019 erwarb die ungarische MOL Gruppe 100 % des deutschen Kunststoff-Compounder Unternehmens Aurora. Aurora ergänzt mit seinen Produkten das aktuelle Angebot der MOL Gruppe im petrochemischen Bereich. Durch die Übernahme stärkt der Konzern seine Marktposition im Bereich der recycelten, nachhaltigen Compoundierung und in der Automobilzulieferindustrie. Langfristiges Ziel der Übernahme ist es, das weitere Marktwachstum zu beschleunigen und gleichzeitig die Umwelt zu entlasten.

### Automobilforschung
Führende Automobilhersteller wie Audi, Bosch, Knorr-Bremse und ThyssenKrupp haben in Ungarn Forschungs- und Entwicklungszentren eingerichtet:
- Audi - Győr: Motorenentwicklung[32]
- Bosch - Miskolc: Entwurf von elektronischen Handwerkzeugen[33]
- Bosch - Budapest: Elektronik-Entwicklungen[34]
- Continental Teves - Veszprém: Entwicklung von elektronischen Instrumenten für Autos[35]
- Continental Temic - Budapest: Entwicklung der Fahrzeugelektronik[22]
- DHS Dräxlmaier - Érd: Fahrzeuginnenraumgestaltung[36]
- EDAG - Győr: Entwicklung von Fahrzeugunterbaugruppen[37]
- Knorr-Bremse - Budapest: Entwicklung elektronischer Bremssysteme[38]
- ThyssenKrupp - Budapest: Entwicklung der elektronischen Lenkung[39]

- WET - Pilisszentiván: Entwicklung von elektronischen Untereinheiten[40]